# Guatteria ovalifolia
Guatteria ovalifolia este o specie de plante angiosperme din genul Guatteria, familia Annonaceae, descrisă de Robert Elias Fries. Conform Catalogue of Life specia Guatteria ovalifolia nu are subspecii cunoscute.